# Klotzschia glaziovii
Klotzschia glaziovii är en flockblommig växtart som beskrevs av Ignatz Urban. Klotzschia glaziovii ingår i släktet Klotzschia och familjen flockblommiga växter. Inga underarter finns listade i Catalogue of Life.